# Duński poeta
Duński poeta (ang The Danish Poet) – kanadyjsko-norweski krótkometrażowy film animowany z 2006 roku w reżyserii i na podstawie scenariusza Torill Kove. 

## Nagrody i nominacje
Film otrzymał szereg nagród i dwie nominacje w tym:
| Nazwa nagrody | Wygrane                                                   | Nominacje    |
| ------------- | --------------------------------------------------------- | ------------ |
| Oscar         | 2007 Najlepszy krótkometrażowy film animowany Torill Kove | 2007 wygrana |